# سید مرتضی فیروزآبادی
سید مرتضی فیروزآبادی (زاده ۱۲۸۹ خورشیدی نجف – درگذشته ۱۳۶۹ خورشیدی قم) محقق و پژوهشگر و عارف و از اخلاقیون بزرگ شیعه در سده چهاردهم هجری است. فیروزآبادی مدتی در حرم فاطمه معصومه، نماز جماعت اقامه می‌کرد.

## سال های ابتدایی زندگی
وی در سال ۱۲۸۹ خورشیدی (ربیع‌الاول سال ۱۳۲۹ قمری) در نجف به دنیا آمد. نسب او به علی بن حسین می‌رسد.
وی در سن ۱۵ سالگی پدرش، سید محمد فیروزآبادی را از دست داد.

## هجرت به ایران
وی در سال ۱۳۹۱ قمری بر اثر فشار حکومت حزب بعث عراق راهی ایران شد و در شهر قم ساکن شد.

## اساتید
- میرزا علی ایروانی
- ابوالحسن مشکینی
- سید ابوالحسن اصفهانی
- میرزا محمدکاظم شیرازی
- سید علی قاضی[۵]
- محمدحسین غروی اصفهانی
- سید محسن حکیم
- سید ابوالقاسم خویی
- میرزا حسین بجنوردی[۶]

## شاگردان
- عبدالحسین امینی
- سید هادی غضنفری خوانساری

## آثار
- شرح کفایة الاصول
- فضائل الخمسة من الصحاح السته:

که از منابع اهل سنت در خصوص مقامات معنوی پیامبر اسلام و علی بن ابیطالب و حسن بن علی و حسین بن علی و دختر پیامبر نوشته شده است. این کتاب در زبان فارسی با عنوان «فضائل پنج تن علیهم السلام در صحاح ششگانه اهل سنت» توسط محمدباقر ساعدی ترجمه شده است.
- منتخب المسائل
- خلاصة الجواهر
- الفروع المهمة فی احکام الائمة

## درگذشت
وی در ۲۰ تیرماه ۱۳۶۹ خورشیدی (۱۴۱۰ قمری) در قم درگذشت و در قبرستان باغ بهشت دفن شد.